# Heinrich Kuhn (Maler)
Heinrich Fritz Kuhn (* 13. September 1906 in Lichtenberg bei Berlin; † 25. Juni 1991 in Hamburg-Eimsbüttel) war ein deutscher Lehrer und Maler.

## Werdegang
Nach dem Abitur studierte Kuhn an der  Friedrich-Wilhelms-Universität Berlin und legte das Staatsexamen in den Fächern Philosophie, Deutsch, Geschichte ab. Seine künstlerische Ausbildung erhielt er an der Berliner Gewerbeschule. Freundschaften mit Karl Schmidt-Rottluff und Erich Heckel förderten ihn.
In den Sommermonaten der Jahre 1935 bis 1938 besuchte Heinrich Kuhn mehrfach den Maler Karl Schmidt-Rottluff in der Künstlerkolonie am Lebasee in Pommern. Die in dieser Landschaft vorgefundenen Motive wurden von Kuhn in seinen Aquarellen und Gemälden der damaligen Zeit immer wieder aufgegriffen und abstrahiert. Vor dem Zweiten Weltkrieg stellte er viele seiner Werke im Kunstverein in Hamburg aus.
Als Soldat nahm er am Zweiten Weltkrieg teil und geriet für vier Jahre in jugoslawische  Kriegsgefangenschaft. Nach insgesamt acht Jahren führte ihn der Weg nach Schleswig-Holstein. Kuhn war dort im Schuldienst tätig, von 1954 bis zu seiner Pensionierung 1968 am Nordsee-Gymnasium in Sankt Peter-Ording. Es scheint nicht verwunderlich, dass Kuhn sich für St. Peter-Ording als neue Heimat entschied. Die unendlichen Weiten St. Peter-Ordings, Sand, Dünen und Meer weisen extreme Ähnlichkeit zu der Landschaft am Lebasee auf. Hinzu kommt, dass sich in St. Peter-Ording eine neue Generation von Malern und Künstlern angesiedelt hatte, eine Künstlerkolonie vergleichbar der am Lebasee. Einer der wohl bekanntesten Vertreter dieser St. Peteraner Künstlergruppe war Friedrich Karl Gotsch. Kuhn suchte den ständigen Austausch und Kontakt mit den Mitgliedern dieser lokalen Künstlergruppe, aber auch mit Emil Nolde, der im 80 km entfernten Seebüll sein Lager aufgeschlagen hatte.
Nach seiner Pensionierung 1968 zog Kuhn nach Hamburg und widmete sich bis zu seinem Tod ausschließlich der Malerei.

## Zum Werk des Künstlers
Das Frühwerk Kuhns vor dem Zweiten Weltkrieg ist stark an seinen expressionistischen Vorbildern, Karl Schmidt-Rottluff und Erich Heckel orientiert. Der junge Heinrich Kuhn folgte seinen Vorbildern in ihrer kraftvollen, ausdrucksstarken Bildsprache, die durch leuchtende Farbflächen und kantige Formen gekennzeichnet war. Und er folgte diesen Künstlern auch bei ihrer Vorliebe für die Motive der Küste und ihrer Bewohner, die sie gern auf der Kurischen Nehrung aufsuchten.
Heinrich Kuhn hat 1950 in seinen Bildern die Welt der kenntlichen Dinge verlassen; er malt gegenstandslose Bilder, aber er arbeitet noch immer auf dem Rechteck der Malfläche. Damit besteht noch immer das urhafte Spannungsfeld des Maßgrundes. Ein Spannungsfeld, das in jeder reinen mathematischen Form liegt; d. h. es besteht noch die Mitte, die senkrechte und die waagerechte Achse sowie die Schräge.
In der Auseinandersetzung zwischen konstruktiv-ordnenden, rational erfahrbaren Gesetzen der Farbenlehre (rot, blau, gelb) und abstrakt-sinnlich, subjektiv gebundenen, emotionalen Farbklängen (rot zu blau zu gelb) objektiviert er das Sujet und transferiert es in eine geistige Dimension. Korrespondierend hinzu tritt die Spannung von objektiv rational bestimmbarer Form (Kreis, Diagonale, Quadrat) und dem der Form innewohnenden emotionalem Element. Aus dem Zusammenspiel und den Variationen ordnender und sinnlich erfahrbarer Elemente gelingt die Transposition in die Transzendenz. Ebenso erfahren geistig-irrationale Inhalte durch die Strukturierung in Form und Farbkompositionen eine Objektivierung und werden der realen Sphäre entzogen.

## Ausstellungen (Auswahl)

### Einzelausstellungen
- 1972: Heinrich Kuhn. Tempera-Bilder aus den letzten zehn Jahren, Pfalzgalerie Kaiserslautern
- 1976/77: Heinrich Kuhn, zum 70. Geburtstag am 13. September 1976, Mainz, Gutenberg-Museum, Kaiserslautern, Pfalzgalerie
- 1993: Schloss Gottorf, Schleswig

### Gruppenausstellungen
- 1975: Heinrich Kuhn, Bernd Uiberall, Hans-Albert Walter, Kunsthalle Wilhelmshaven[9]
- 2018: Werke von St. Peter-Ordings Künstlern in Szene gesetzt, Gemeindegalerie St. Peter-Ording[10]
- 2018: Gemeindegalerie St. Peter-Ording[11][12]